# Moganopterinae
De Moganopterinae zijn groep (onderfamilie) van uitgestorven pterosauriërs behorend tot de Pterodactyloidea.
In 2012 benoemden Lü Junchang e.a. een Moganopterinae om Moganopterus een plaats te geven. De klade werd gedefinieerd als de groep bestaande uit de laatste gemeenschappelijke voorouder van Moganopterus zhuiana Lü et alii 2012 en Feilongus youngi Wang et alii 2005 en al zijn afstammelingen.
De Moganopterinae zouden volgens Lü de zustergroep zijn van de Boreopterinae binnen de Boreopteridae. Later onderzoek wees echter uit dat Boreopterus en Feilongus niet nauw verwant waren en de Moganopterinae de zustergroep waren van de Gnathosaurinae binnen de Ctenochasmatidae.